# Множественность преступлений
Множественность преступлений — это случаи, когда виновным последовательно совершаются несколько (не менее двух) деяний, влекущих за собой уголовную ответственность, а также случаи совершения новых преступных деяний в период действия ограничений, связанных с уголовной ответственностью за ранее совершённые деяния. 
Некоторые авторы включают в определение множественности только один из указанных признаков: например, множественностью может признаваться совершение лицом нескольких преступных деяний (П. С. Дагель, Р. И. Михеев) или выход содеянного за пределы статьи уголовного закона (В. Н. Кудрявцев).

## Множественность преступлений в уголовном праве
Множественность преступлений — это относительно новый раздел уголовно-правовой теории. Впервые он стал самостоятельно рассматриваться в учебных пособиях только в 1974 году. До этого момента, положения, связанные с совершением лицом нескольких преступлений, рассматривались как составная часть института назначения наказания, а также в рамках рассмотрения квалифицирующих признаков отдельных составов преступлений.
Термин «множественность» в уголовном законодательстве встречается редко. В действующем российском законодательстве он не встречается, понятие множественности разрабатывается уголовно-правовой теорией. Аналогичное положение имеет место и в уголовном законодательстве зарубежных стран. Данный термин используется в УК Узбекистана и УК Латвии, другие же законодательные акты (например, УК Голландии), хотя и содержат статьи, устанавливающие особенности ответственности лиц, совершивших несколько преступлений, но не используют термина «множественность» для обозначения подобных ситуаций.

## Деяния, учитываемые при определении множественности
Все преступления, составляющие множественность, должны быть совершены одним и тем же лицом; при этом не имеет значения, какую из преступных ролей данное лицо исполняло в конкретных деяниях: исполнителя, организатора, пособника или подстрекателя.
При определении множественности учитываются лишь те деяния, которые влекут за собой уголовную ответственность, либо деяния, по которым данная ответственность не была исчерпана. Если лицо подлежит освобождению от уголовной ответственности за какие-либо деяния по любым основаниям, либо если оно полностью понесло все связанные с ответственностью за эти деяния ограничения (включая судимость), данные деяния не учитываются при определении множественности. Не учитываются также деяния, по которым истёк срок давности привлечения к уголовной ответственности.

## Формы множественности
В теории уголовного права среди форм множественности называют следующие: совокупность преступлений, рецидив, неоднократность, повторность, преступный промысел и преступная деятельность. Не все из них присутствуют в теориях разных авторов: так, например, В. П. Малков указывает на существование лишь двух из них: повторности и идеальной совокупности. Не все из них находят закрепление в законе: так, действующий УК РФ закрепляет лишь такие формы множественности, как совокупность преступлений и рецидив преступлений.

## Значение множественности
Значение множественности заключается в том, что она является обстоятельством, усиливающим уголовную ответственность. Основанием для усиления ответственности в таком случае является повышенная степень общественной опасности лица, совершившего несколько преступлений. Совершение лицом нескольких преступлений подряд позволяет ему приобрести преступный опыт, который делает последующую преступную деятельность легче и опасней, облегчает уклонение от ответственности, способствует формированию и углублению стойкой антиобщественной ориентации личности.
Такое положение существует не только в законодательстве России, но и в уголовных кодексах других стран. Например, аналогичные положения содержатся в УК Германии, Испании, Франции.
В законодательстве РФ при множественности преступлений наказание назначается отдельно за каждое преступление, после чего определяется единая окончательная мера наказания. В некоторых странах мира (например, в США) применяется отдельное отбывание наказания за каждое преступление путём их простого сложения; общий срок наказания в таких случаях может составлять десятки и даже сотни лет. Указывается, что такое суммирование наказаний, хотя и может показаться абсурдным, «отражает всю полноту опасности личности преступника и принцип полной ответственности за каждое преступление».

## Совокупность преступлений
Совокупность преступлений имеет место, когда лицо последовательно совершает несколько преступлений, однако не является осуждённым, либо освобождённым от уголовной ответственности ни за одно из них.
Реальная совокупность преступлений — это совершение двух или более самостоятельных преступных деяний, при условии, что ни за одно из них лицо не было осуждено. Число деяний при реальной совокупности соответствует числу преступлений: два деяния — два преступления, три деяния — три преступления и так далее.
Идеальной совокупностью преступлений признается одно действие (бездействие), содержащее признаки двух и более составов преступлений.
Совокупность преступлений является отягчающим ответственность обстоятельством. При этом реальная совокупность, как правило, более общественно опасна, чем идеальная.

## Конкуренция уголовно-правовых норм
Конкуренция уголовно-правовых норм имеет место в случаях, когда одно и то же деяние регулируется двумя нормами уголовного законодательства, из которых подлежит применению только одна.
Наиболее часто встречается конкуренция общей и специальной нормы. Как правило, такая конкуренция разрешается в пользу специальной нормы. Специальной является норма, конкретизирующая признаки общего деяния применительно к конкретному объекту посягательства. Специальную норму также образует квалифицированный или привилегированный состав преступления по отношению к основному составу.
В конкуренцию также могут вступать несколько специальных норм. В случае, если конкурируют несколько квалифицированных составов, применению подлежит состав, устанавливающий наиболее строгую ответственность. Напротив, если в конкуренции находятся два привилегированных состава, применению подлежит наиболее мягкий.
Ещё одним видом конкуренции является конкуренция части и целого, которая имеет место в тех случаях, когда одна из уголовно-правовых норм охватывает всё деяние целиком, а вторая лишь его часть. При конкуренции простых и сложных составов (части и целого) применяется норма со сложным составом, если в содеянном содержатся все её признаки, так как сложный состав полнее отражает деяние, чем каждый из включённых в него простых.

## Рецидив преступлений
Рецидив преступлений — это совершение лицом нового преступления после осуждения за предыдущее деяние в случае, если судимость не снята и не погашена в установленном законом порядке. Как правило, рецидив влечёт за собой усиление мер уголовной ответственности.
Рецидив принято разделять на общий и специальный:
- Общий рецидив предусматривает совершение лицом разнородных преступлений.
- Специальный рецидив предусматривает совершение лицом однородных или одинаковых преступлений.

Также выделяют пенитенциарный рецидив, который представляет собой совершение преступления в местах лишения свободы. Также в некоторых юрисдикциях (например, в РФ), рецидив классифицируется по степени его опасности.

## Неоднократность преступлений
Неоднократность преступлений — это форма множественности преступлений, предполагающая совершение лицом двух и более однородных (например, различные виды хищений: кража, грабёж, разбой) или тождественных деяний, ни за одно из которых оно не понесло уголовной ответственности.

## Множественность преступлений и единое преступление
Единым, или единичным преступлением признаётся деяние, которое содержит состав одного преступления, квалифицируется по одной статье уголовного закона или её части.
Как правило, разграничение единичного преступления и множественности деяний не вызывает сложностей. Простое единичное преступление посягает на один объект, состоит из одного действия или бездействия, совершается с одной формой вины (пример такого преступления — ч. 1 ст. 112 УК РФ). Не вызывает сложностей квалификация такого преступления: оно полностью охватывается признаками одного состава, и квалифицируется по одной статье особенной части УК.
Однако в некоторых случаях внешне схожие со множественностью преступлений деяния, состоящие из ряда тождественных или разнородных действий, признаются единым преступлением, которое квалифицируется по одной статье уголовного закона. Такое единое преступление называется сложным. Выделяется несколько видов сложного единого преступления: длящееся, продолжаемое, составное, с несколькими альтернативными действиями, с двумя обязательными действиями, двуобъектные и многообъектные, с двумя формами вины, с дополнительными тяжкими последствиями, с неоднократно совершаемыми действиями.